# Сицијано
Сицијано (итал. Siziano) је насеље у Италији у округу Павија, региону Ломбардија.
Према процени из 2011. у насељу је живело 5244 становника. Насеље се налази на надморској висини од 90 м.

## Становништво
Према резултатима пописа становништва 2011. у општини је живело 5.807 становника.
| 1931. | 1936. | 1951. | 1961. | 1971. | 1981. | 1991. | 2001. | 2011. |
| ----- | ----- | ----- | ----- | ----- | ----- | ----- | ----- | ----- |
| 2.020 | 2.056 | 2.290 | 2.411 | 3.003 | 3.294 | 4.119 | 5.226 | 5.807 |